# 酒場にて
「酒場にて」（さかばにて）は、1974年9月25日に発売された江利チエミのシングル。

## 解説
- オリコンチャートの最高位は22位だったがロングセラーとなり、翌1975年のオリコン年間順位は第67位にランクされ、江利自身久々のヒット曲となった[1]。累計売上は16万8千枚。
- 1969年末の『第20回紅白歌合戦』で落選以降は、江利自身「ヒット曲が無いので…」とNHK紅白歌合戦への出演を拒否し続けていた。同曲のロングヒットで、1974年末の『第25回紅白歌合戦』及び翌1975年末の『第26回紅白歌合戦』でNHKから再びカムバック出場の打診があった。1968年末の『第19回紅白歌合戦』以来の復帰出演なるかと思われ、初の紅組トリを飾ってもおかしくないと言われたが、この時も江利は「もう紅白は卒業したので、二度と出る気はありません」と、NHKから紅白再出場への打診を頑なに拒んでいた。

## 収録曲
- 両楽曲共に、作詞：山上路夫／作曲：鈴木邦彦

1. 酒場にて（3分26秒）
編曲：高田弘
2. 陽気なスージー（2分22秒）
編曲：前田憲男

## カバー
- 石川さゆり - アルバム『あなたの私』（1975年）
- 内藤やす子 - アルバム『すきま風』（1976年）
- テレサ・テン - カバーアルバム『心にのこる夜の唄』（1978年）
- ニック・ニューサ - シングル曲として発売（1983年）
- 天童よしみ - カバーアルバム『名曲・日本のこころ 歌心5』（2011年）
- 伍代夏子 - カバーアルバム『夏子…心うた 伍代夏子 名曲カバーベスト』（2011年）
- 徳永英明 - カバーアルバム『VOCALIST VINTAGE』（2012年）
- 吉幾三 - カバーアルバム『あの頃の青春を詩う』（2012年）
- 椎名佐千子 - カバーアルバム『昭和歌謡名曲カバー集』（2013年）
- 坂本冬美 - カバーアルバム『Love Songs IV 〜逢いたくて 逢いたくて〜』（2013年）
- 藤田恵美 - カバーアルバム『盛り場 海峡』（2015年）
- 市川由紀乃 - カバーアルバム『唄女 うたいびと ～昭和歌謡コレクション』（2015年）
- ハン・ジナ - カバーアルバム『時の記憶 ～カバー・コレクション～』（2017年）
- 山本あき - アルバム『あきがたりⅢ』（2017年）
- チョン・テフ - カバーアルバム『チョン・テフ カバーコレクション ～サラン エ GIFT～』（2017年）
- 丘みどり - アルバム『〜みどりの風〜』（2017年）
- 三代沙也可 - カバーアルバム『昭和の名曲を歌う』（2018年）
- 氷川きよし - アルバム『新・演歌名曲コレクション10. -龍翔鳳舞-』（2019年）
- フランク永井 - カバーベストアルバム『フランク永井 ザ・カバーズ -歌謡曲・演歌-』